# アドリアン・スポルレ
アドリアン・マルセロ・スポルレ (Adrián Marcelo Spörle, 1995年7月13日 - )は、アルゼンチン・ネウケン州センテナリオ出身のプロサッカー選手。CAインデペンディエンテ所属。ポジションはディフェンダー。

## クラブ経歴
2008年にバンフィエルドのユースアカデミーに入団。2014年にトップチームに昇格。6月7日のプリメーラB・ナシオナル (2部リーグ)のウニオン・デ・サンタフェ戦でプロデビュー。チームはその後スーペルリーガ・アルヘンティーナに昇格。2016年11月19日のアルセナル戦ではプロ初ゴールを決めた。
2019年6月13日、ダンディー・ユナイテッドと3年契約を締結。2020-21シーズンは24試合4ゴールを記録した。

## 人物
- スポルレの一家はドイツからの移民で、同国の国籍も所有している[3]。